# Stanley Kubrick – Ein Leben für den Film
Stanley Kubrick – Ein Leben für den Film (Originaltitel: Stanley Kubrick: A Life in Pictures) ist eine US-amerikanische Filmdokumentation über Leben und Werk des 1999 verstorbenen Filmregisseurs Stanley Kubrick aus dem Jahr 2001. Regie führte Kubricks Schwager und langjähriger ausführender Produzent Jan Harlan.
Der Film beschreibt nicht nur Aspekte zu den von Kubrick gedrehten Filmen, sondern auch von aufgegebenen Projekten, wie dem Film über Napoleon oder einen Film über den Holocaust.
Diese Dokumentation ist am 17. Februar 2001 anlässlich der Berlinale uraufgeführt worden.

## Inhalt
Diese Dokumentation behandelt in chronologischer Reihenfolge die Filme, bei denen Kubrick Regie geführt hatte sowie dessen Kindheit und weitere Episoden aus seinem Leben. In Interviews erinnern sich unter anderem die Schauspieler Keir Dullea, Shelley Duvall, Nicole Kidman, Malcolm McDowell, Matthew Modine, Jack Nicholson und Peter Ustinov an ihre Zusammenarbeit mit dem Regisseur. Zu Wort kommen außerdem Filmregisseure wie Woody Allen, Martin Scorsese, Steven Spielberg, Paul Mazursky, Alan Parker und Sydney Pollack, die Schriftsteller Brian Aldiss, Arthur C. Clarke und Michael Herr, die Musiker György Ligeti und Wendy Carlos sowie Kubricks Witwe Christiane Kubrick. Als Erzähler wirkte Tom Cruise mit.
Seine Wertschätzung für Kubrick bringt insbesondere Jack Nicholson zum Ausdruck, der für dessen Film Shining vor der Kamera gestanden hatte. Er wird mit den Worten zitiert: “Everyone pretty much acknowledges that he’s the man, and I still feel that underrates him.” (deutsch: „Alle sind sich einig, dass er der Beste ist. Und ich finde, dass das noch untertrieben ist.“)
Natürlich werden bislang unveröffentlichte Amateuraufnahmen aus dem Privatarchiv des „öffentlichkeitsscheuen und zurückgezogen lebenden Regisseurs“ gezeigt. Eine kleine Sensation sind von Kubricks Vater auf 16 Millimeter gedrehte Filmaufnahmen. Episoden „geben Einblicke in das Denken des Perfektionisten, der selbst sein Privatleben wie ein Schachspiel durchdachte“. Tom Cruise übernahm die Rolle als Conférencier und Offsprecher, der den Zuschauer durch diese „überaus gekonnt zusammengestellte Mischung aus Nachruf und filmischer Biografie“ führt. Kubrick gehört zu den visionären Filmemacher, wie Chaplin, Welles, Lubitsch, Huston und Altman, die nie einen Oscar erhielten. Der Zuschauer erhält auch erstmals Einblicke in unrealisierte Projekte wie die "Aryan Papers", ein Film über den Holocaust, den Kubrick verwarf, weil Steven Spielberg kurz zuvor mit den Dreharbeiten zu "Schindlers Liste" begann.

## Kritik
Das Lexikon des internationalen Films beschreibt diese Produktion als „ebenso vielschichtigen wie informativen Dokumentarfilm“, der „neue Einblicke und Sichtweisen ermöglicht“. Hervorgehoben wird außerdem: „Auch der Mensch Kubrick wird durch eine Reihe bislang nicht veröffentlichter Archivmaterialien nahegebracht, ohne dass seine zeitlebens bestens gehütete Privatsphäre preisgegeben würde“.
Cinema urteilt knapp: „Grandios, ein Muss für alle Cineasten!“

## Auszeichnungen
In der Kategorie Bester Dokumentarfilm war der Film im Jahr 2002 für den Golden Satellite Award nominiert.